# زهراء (موسيقية إسبانية)
ماريا زهراء غورديلو كامبوس (بالإسبانية: Zahara)‏ (مواليد أبيدا، جيان، إسبانيا، 10 سبتمبر 1983) ، والمعروفة باسم زهراء، هي مغنية وكاتبة أغاني إسبانية.كتبت أغنيتها الأولى عندما كانت في الخامسة عشرة من عمرها، «أونا بالابرا» (كلمة واحدة). ارتادت مدرسة
مدرسة سيباستيان دي قرطبة العامة، ودرست موسيقاها في معهد الموسيقى في أوبيدا. أمضت نصف فصل دراسي في معهد فرانسيسكو. لتعليمها العالي، درست وتخرجت من Magisterio Musical بين ألميريا وغرناطة.

## روابط خارجية
- Zahara - Official Website, in Spanish.